# مقابر الورديان
مقابر الورديان في الإسكندرية هي من مقابر الجبانة الغربية، وتعد من أقدم وأعرق المقابر التاريخية وأكثرها تعقيدًا وكانت توجد في منطقة الورديان بالإسكندرية. وهي مقابر رومانية ذات طراز مميز يُقال أن تاريخها يعود لعام 300 ق.م أي يتم تأريخها لبدايات القرن الثالث وأواخر القرن الرابع ق.م، اكتُشِفت في منطقة الورديان بالإسكندرية وعرضت بحديقة المتحف اليوناني الروماني ثم رُمِّمَت ونقلت لمنطقة آثار كوم الشقافة بمنطقة كرموز وتسمي مقبرتي الورديان بمقبرة رقم G990 ومقبرة رقم G989.

## تأريخ المقبرة
تعد أقدم مقابر الإسكندرية من هذه النوع وترجع إلى حوالي عام 300 ق.م أي بدايات القرن الثالث وأواخر القرن الرابع ق.م.

ترجع المقبرة رقم G990 للعصر البطلمي، أما المقبرة رقم G989 فهي ترجع للعصر الروماني.

## مكتشف المقبرة
اكتشفت مقبرة سوق الورديان بعدما دمرت جزئيا في عام 1953م، ثم أعيد اكتشافها بواسطة بوكوج Pococke و نوردن Norden، في عام 1799م اكتُشفت بواسطة علماء البعثة الفرنسية.
و المقابر المحفورة بدأ الكشف عن هذه المجموعة الكبيرة من الاثار بواسطة بوتي G.Botti تحت اشراف متحف الإسكندرية، ثم بدأوا بالكشف عنها وعمليات الحفر عن هذه الكشف الاثري العظيم في البداية اعتقدوا في الأول انه قد يكون معبد ولكن بعد ذلك وضح كل شئ.
كان يقع هذا الأثر تحت الأرض علي بعد 4 كم من الأسوار الغربية لمدينة الإسكندرية بالقرب مما يسمي حمامات كليوباترا. حيث وُجِدت المقبرتان منحوتتان في الصخر الطبيعي بمنطقة الورديان، ثم نحتتا ونقلتا إلى حديقة المتحف اليوناني الروماني، ثم للمحافظة عليهما جُمِّعتا ونقلتا حديثًا لمنطقة آثار كوم الشقافة الأثرية في الساحة الخارجية.

## شكل وتصميم المقبرتين

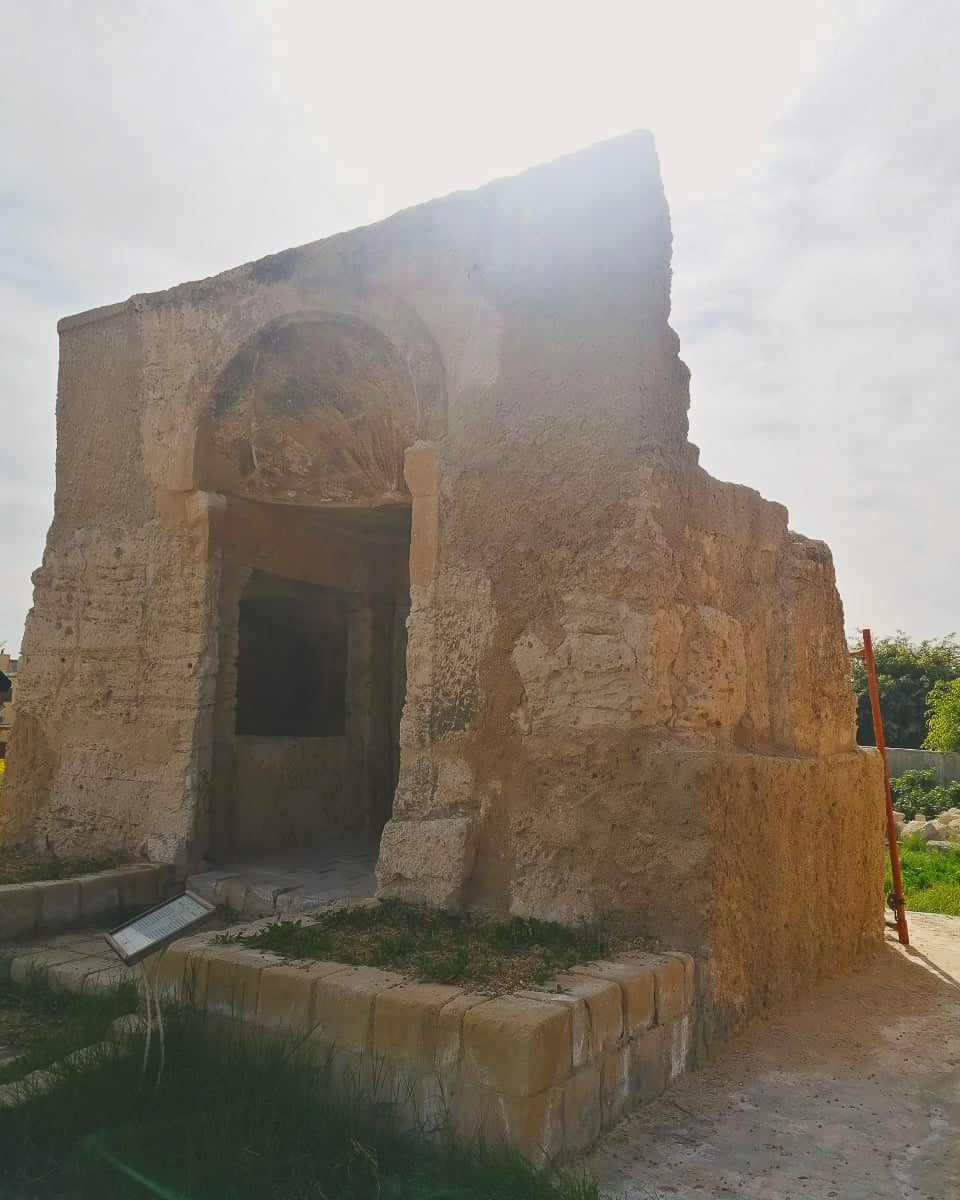
مقبرة الوارديان الأولى.

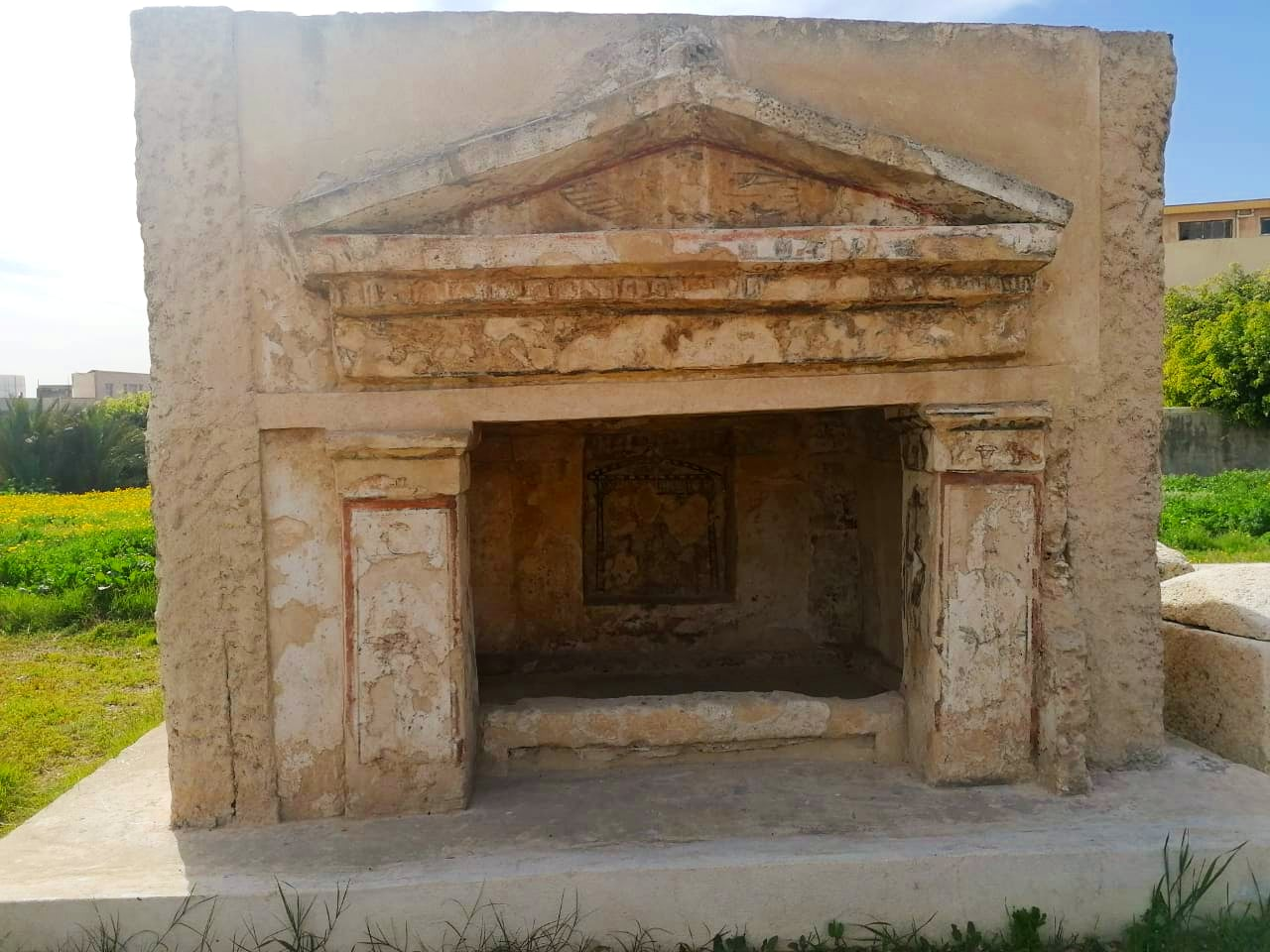
مقبرة الورديان الثانية في منطقة آثار كوم الشقافة.

المتبقي الآن من مقابر الورديان والأكثر وضوحًا هما المقبرتان اللتان اكتُشِفتا وكانتا جزءًا من مقابر الجبانة الغربية بالإسكندرية فكانتا منحوتتين في الصخر الطبيعي علي شكل وطراز مقابر الحجرات (chamber tombs) وقد تميزا بتكوين معماري مميز ذي زخارف ملونة مميزة، ترجع المقبرة رقم G990 للعصر البطلمي، ويتضح في شكلها أن غرفة الدفن ذات سقف قبة ألوان، وتحتوي علي تابوت واحد، وتتميز جدرانها بزخارف طولية وعرضية ويوجد بها مذبح في المنتصف.
أما المقبرة برقم G989، فهي ترجع للعصر الروماني وتحتوي في شاكلتها علي ثلاثة توابيت، وتتميز حجرة الدفن بمدخل تدعم جانبيه دعامتان يعلو كلا منهما تاج دوري بسيط ويستند علي الدعامتين عقد كبير بعرض المدخل يضم سقفًا علي هيئة نصف القبة.
ويوجد في واحدة من صالات المقبرتين ثلاثة صفوف من الفتحات فوق بعضها مخصصة للدفن، ويُدخل إليهم من الرواقين المزخرفين علي شكل مثلث من الخارج فوق المدخل.
أما الأخرى فيُدخل إليها عبر صالة مربعة، وكان يوجد في هذه الصالة بئر وفتحتين إحداهما تطل علي دهليز يقود إلى صالة بها عواميد، حيث يوجد أربعة عواميد يمكن رؤيتهم، أما السقف فشكله علي هيئة نصف أسطوانة ومازالت الخطوط الحمراء متبقية بها زخارف مجوفة علي هيئة نجوم.
بكل تفصيلة من المقبرتين زخارف تعود لروعة الفن الذي اهتم به القدماء.

## زخرفة وفن المقبرة
الزخرفة في المقبرة واضح بطراز بومبي لزخرفة الجدار وهو طراز إغريقي، وفي هذا العمارة لا يوجد أي طراز أو زخرفة مصرية. وفي الشبه بينها وبين مقابر مقودنيا يتضح عدم وجود فتحات للدفن في بنائها، وجود مذبح بطلمي في الغرفة الخارجية.

### آراء بخصوص تصميم المقبرة

#### رأي باجنستيشر
أشار باجنستيشر إلى وجود تأثيرات مصرية استدل عليها بثلاثة أسس هي:
1. الصالة التي يوجد بها عواميد ويعتبرها نموذج للمعمار المصري.
2. التقليد للبهو المصري في جزئية المدخل.
3. وجود أبواب ثلاثية في الصالة ذات العواميد وفي الجدار الفاصل.[3]

#### رأي برناند
رأى برناند أن تاريخ السرداب يعود للقرن الأول الميلادي من خلال رؤيته في تشابه القبور الثلاث ذات الطوابق الأرضية الموجودة في كوم الشقافة.

#### رأي إبراهيم نصحي
لم يتفق د.إبراهيم نصحي مع رأي باجنستيشر باعتبار أن العناصر التي ذكرها لا تمت للعناصر المصرية بصلة، فيري إبراهيم نصحي شكل السراديب على أنه طراز يوناني بحت من حيث التخطيط والشكل والبناء والزخرفة.
ويرجح أن هذه السراديب تعود للقرن الأول الميلادي ويري فيها حقبة انتقالية من الهلينستية إلى الرومانية.

## تشابه هذه المقبرة مع أخريات
آخر ما توصِّل إليه أن طراز هذه مقابر الورديان طراز مقدوني استُخدم في مقودنيا، وحتي الآن فإن مقابر الإسكندرية لم تقلد طراز مقودنيا إلا في مقابر الورديان، كما اكتُشِفت مقابر ومبانٍ تُشبه مقابر الورديان مثل مقبرة بودنا ومقابر في جنوب روسيا وفي بعض مباني برجامة وبرايني وديلوس في إيطاليا.